# The Adventures of a Bill Poster
The Adventures of a Bill Poster è un cortometraggio muto del 1903 diretto da Percy Stow.

## Trama
Un cartellone lascia cadere delle gocce di colla sui passanti. Da qui, nasce una rissa.

## Produzione
Il film fu prodotto dalla Hepworth.

## Distribuzione
Distribuito dalla Hepworth, il film - un cortometraggio della lunghezza di 38 metri - uscì nelle sale cinematografiche britanniche nell'agosto 1903.
Si pensa che sia andato distrutto nel 1924 insieme a gran parte degli altri film della Hepworth. Il produttore, in gravissime difficoltà finanziarie, pensò in questo modo di poter almeno recuperare l'argento dal nitrato delle pellicole.